# Kabinet-Thorning-Schmidt II
Het kabinet–Thorning-Schmidt II was de regering van het Koninkrijk Denemarken van 30 januari 2014 tot 27 juni 2015.

## Kabinet–Thorning-Schmidt II (2014–2015)
| Ambtsbekleder                          | Ambtsbekleder          | Ambtsbekleder                  | Functie                                                | Ambtstermijn     | Ambtstermijn     | Partij |
| -------------------------------------- | ---------------------- | ------------------------------ | ------------------------------------------------------ | ---------------- | ---------------- | ------ |
|                                        | Helle Thorning-Schmidt | Helle Thorning- Schmidt (1966) | Premier                                                | 3 oktober 2011   | 27 juni 2015     | SD     |
|                                        | Margrethe Vestager     | Margrethe Vestager (1968)      | Vicepremier                                            | 3 oktober 2011   | 1 september 2014 | RV     |
| Minister van Binnenlandse Zaken        | Margrethe Vestager     | Margrethe Vestager (1968)      |                                                        | 3 oktober 2011   | 1 september 2014 | RV     |
| Minister van Economische Zaken         | Margrethe Vestager     | Margrethe Vestager (1968)      |                                                        | 3 oktober 2011   | 1 september 2014 | RV     |
|                                        | Morten Østergaard      | Morten Østergaard (1976)       | Vicepremier                                            | 1 september 2014 | 27 juni 2015     | RV     |
| Minister van Binnenlandse Zaken        | Morten Østergaard      | Morten Østergaard (1976)       |                                                        | 1 september 2014 | 27 juni 2015     | RV     |
| Minister van Economische Zaken         | Morten Østergaard      | Morten Østergaard (1976)       |                                                        | 1 september 2014 | 27 juni 2015     | RV     |
|                                        | Martin Lidegaard       | Martin Lidegaard (1966)        | Minister van Buitenlandse Zaken                        | 30 januari 2014  | 27 juni 2015     | RV     |
|                                        | Bjarne Corydon         | Bjarne Corydon (1973)          | Minister van Financiën                                 | 3 oktober 2011   | 28 juni 2015     | SD     |
|                                        | Karen Hækkerup         | Karen Hækkerup (1974)          | Minister van Justitie                                  | 13 december 2013 | 10 oktober 2014  | SD     |
|                                        | Mette Frederiksen      | Mette Frederiksen (1977)       | Minister van Justitie                                  | 10 oktober 2014  | 28 juni 2015     | SD     |
|                                        | Henrik Sass Larsen     | Henrik Sass Larsen (1966)      | Minister van Industrie en Handel                       | 10 augustus 2013 | 27 juni 2015     | SD     |
|                                        | Nicolai Wammen         | Nicolai Wammen (1971)          | Minister van Defensie                                  | 10 augustus 2013 | 27 juni 2015     | SD     |
|                                        | Nick Hækkerup          | Nick Hækkerup (1968)           | Minister van Volksgezondheid                           | 30 januari 2014  | 27 juni 2015     | SD     |
|                                        | Manu Sareen            | Manu Sareen (1968)             | Minister van Sociale Zaken                             | 30 januari 2014  | 27 juni 2015     | RV     |
| Minister voor Immigratie en Integratie | Manu Sareen            | Manu Sareen (1968)             |                                                        | 30 januari 2014  | 27 juni 2015     | RV     |
|                                        | Mette Frederiksen      | Mette Frederiksen (1977)       | Minister van Arbeid                                    | 3 oktober 2011   | 10 oktober 2014  | SD     |
|                                        | Henrik Dam Kristensen  | Henrik Dam Kristensen (1957)   | Minister van Arbeid                                    | 10 oktober 2014  | 28 juni 2015     | SD     |
|                                        | Christine Antorini     | Christine Antorini (1965)      | Minister van Onderwijs                                 | 3 oktober 2011   | 28 juni 2015     | SD     |
|                                        | Sofie Carsten Nielsen  | Sofie Carsten Nielsen (1975)   | Minister van Hoger Onderwijs Wetenschap en Technologie | 30 januari 2014  | 28 juni 2015     | RV     |
|                                        | Magnus Heunicke        | Magnus Heunicke (1975)         | Minister van Transport                                 | 30 januari 2014  | 28 juni 2015     | SD     |
|                                        | Carsten Hansen         | Carsten Hansen (1957)          | Minister van Huisvesting                               | 3 oktober 2011   | 28 juni 2015     | SD     |
| Minister voor Noorse Samenwerking      | Carsten Hansen         | Carsten Hansen (1957)          | 30 januari 2014                                        |                  | 28 juni 2015     | SD     |
|                                        | Dan Jørgensen          | Dan Jørgensen (1975)           | Minister van Landbouw en Visserij                      | 13 december 2013 | 28 juni 2015     | SD     |
|                                        | Rasmus Helveg Petersen | Rasmus Helveg Petersen (1968)  | Minister van Klimaat en Energie                        | 30 januari 2014  | 28 juni 2015     | RV     |
|                                        | Kirsten Brosbøl        | Kirsten Brosbøl (1977)         | Minister van Milieu                                    | 30 januari 2014  | 28 juni 2015     | SD     |
|                                        | Marianne Jelved        | Marianne Jelved (1943)         | Minister van Cultuur                                   | 5 december 2012  | 28 juni 2015     | RV     |
| Minister voor Godsdienst               | Marianne Jelved        | Marianne Jelved (1943)         | 30 januari 2014                                        |                  | 28 juni 2015     | RV     |
| Minister voor Gelijkheid               | Marianne Jelved        | Marianne Jelved (1943)         | 30 januari 2014                                        |                  | 28 juni 2015     | RV     |
|                                        | Morten Østergaard      | Morten Østergaard (1976)       | Minister voor Belastingen                              | 30 januari 2014  | 1 september 2014 | RV     |
|                                        | Benny Engelbrecht      | Benny Engelbrecht (1970)       | Minister voor Belastingen                              | 1 september 2014 | 28 juni 2015     | SD     |
|                                        | Mogens Jensen          | Mogens Jensen (1963)           | Minister voor Ontwikkelings- samenwerking              | 30 januari 2014  | 28 juni 2015     | SD     |

Kristensen ·
Hedtoft I ·
Hedtoft II ·
Eriksen ·
Hedtoft III ·
Hansen I ·
Hansen II ·
Kampmann I ·
Kampmann II ·
Krag I ·
Krag II ·
Baunsgaard ·
Krag III ·
Jørgensen I ·
Hartling ·
Jørgensen II ·
Jørgensen III ·
Jørgensen IV ·
Jørgensen V ·
Schlüter I ·
Schlüter II ·
Schlüter III ·
Schlüter IV ·
P.N. Rasmussen I ·
P.N. Rasmussen II ·
P.N. Rasmussen III ·
P.N. Rasmussen IV ·
A.F. Rasmussen I ·
A.F. Rasmussen II ·
A.F. Rasmussen III ·
L.L. Rasmussen I ·
Thorning-Schmidt I ·
Thorning-Schmidt II ·
L.L. Rasmussen II ·
L.L. Rasmussen III ·
Frederiksen I ·
Frederiksen II